# Институт по паралелна обработка на информацията
Институтът по паралелна обработка на информацията (ИПОИ) е основан през 1985 г. като Координационен център по информатика и изчислителна техника (КЦИИТ), обединяващ три лаборатории: „Разпределени изчислителни системи и мрежи от изчислителни машини“, „Високопроизводителни системи и алгоритми за паралелна обработка“ и „Външни запомнящи устройства на нови принципи“. Първият директор на Института е академик Благовест Сендов. Като основна цел на Института е била поставена задачата да бъдат координирани изследванията в областта на компютърните науки и комуникационните технологии и тяхното приложение в практиката, както и сътрудничеството между институтите на Българската академия на науките, българските университети и ведомствените научноизследователски институти.
През 1996 г. КЦИИТ е преименуван в Централна лаборатория по паралелна обработка на информацията (ЦЛПОИ). От 2003 г. ЦЛПОИ получава статут на научен институт към БАН – Институт по паралелна обработка на информацията (ИПОИ). При последната реформа на Академията, ИПОИ е слят заедно с други институти в нов Институт по информационни и комуникационни технологии.
Директори на Института са били академик Кирил Боянов, професор Иван Димов.

## Секции
- Разпределени изчислителни системи и мрежи от изчислителни машини
- Паралелни алгоритми
- Високопроизводителни компютърни архитектури
- Научни пресмятания
- Лингвистично моделиране
- Математически методи за обработка на сензорна информация
- Изследване и развитие на информационни системи
- Грид технологии и приложения